# Día latinoamericano de la imagen de la mujer en los medios de comunicación
El Día Latinoamericano de la Mujer en los medios de comunicación, se conmemora los 14 de septiembre en homenaje a la emisión del primer programa radial, Viva María, en la Radio Nacional de Brasilia, conducido por la periodista Mara Régia Di Perna.El día se estableció durante el V Encuentro Feminista Latinoamericano y del Caribe, realizado en noviembre de 1990 y su objetivo es proyectar en los medios una imagen de las mujeres libre de estereotipos y discriminaciones, reafirmando todas las diversidades.

## Historia
Durante el V Encuentro Feminista Latinoamericano y del Caribe en 1990, se decretó el Día Latinoamericano de la Imagen de las Mujeres en los Medios de Comunicación.La fecha se creó para concientizar respecto a las representaciones violentas, sexistas o injustas que suceden dentro de las plataformas y producciones informativas.
Se eligió el 14 de septiembre porque en esa fecha –de 1981– empezó a emitirse por Radio Nacional de Brasilia el programa radial Viva María, conducido por la periodista Mara Régia Di Perna. Este programa, comprometido con la denuncia de las situaciones de desprotección y vulneración de derechos de las mujeres brasileñas, se mantuvo en el aire por diez años.En mayo de 1990, durante el gobierno de Fernando Collor del Mello, fue censurado, medida que generó la movilización por las calles de Brasilia de cinco mil mujeres para exigir el levantamiento de la clausura, la cual se dio y permitió que el programa siguiera su transmisión en el espacio radial.